# Alkoholna raztopina
Alkoholna raztopina je sestavljena iz etanola in prečiščene vode. Uporablja se predvsem za razkuževanje. Je nevarna snov, saj je lahko vnetljiva. Da ne pride do bakterijske kontaminacije, je alkoholna raztopina po navadi shranjena v tesno zaprti steklenici.